# Méjannes-lès-Alès
Méjannes-lès-Alès är en kommun i departementet Gard i regionen Occitanien i södra Frankrike. Kommunen ligger i kantonen Alès-Sud-Est som tillhör arrondissementet Alès. År 2022 hade Méjannes-lès-Alès 1 232 invånare.

## Befolkningsutveckling
Antalet invånare i kommunen Méjannes-lès-Alès
Referens:INSEE